# 17030 Sierks
17030 Sierks este un asteroid din centura principală de asteroizi.

## Descriere
17030 Sierks este un asteroid din centura principală de asteroizi. A fost descoperit pe 19 martie 1999 la Stația Anderson Mesa în cadrul programului LONEOS. Asteroidul prezintă o orbită caracterizată de o semiaxă mare de 3,18 ua, o excentricitate de 0,05 și o înclinație de 2,9° în raport cu ecliptica.